# Columba albitorques
Columba albitorques е вид птица от семейство Гълъбови (Columbidae).

## Разпространение
Видът е разпространен в Еритрея и Етиопия.